# L'Été à Cielo Grande
L'Été à Cielo Grande (Cielo Grande) est une série télévisée argentine en 19 épisodes d'environ 32 minutes créée par Jorge Edelstein, produite par Non Stop Studios, dirigée par Mauro Scandolari et écrite par Celeste Lambert, Paula Velayos, Jorge Edelstein et Clara Charrúa, et mise en ligne les 16 février, et 30 décembre 2022 sur Netflix.
La distribution principale de la série est composée de Pilar Pascual, Abril Di Yorio, Víctor Varona, Guido Messina, Francisco Bass, Giulia Guerrini, Thaís Rippel, Luan Brum, Fernando Monzo, Juan Monzo, Agustín Pardella, Mariel Percossi, Byron Barbieri, Martín Tecchi et Débora Nishimoto,. C'est la deuxième série jeunesse argentine sur Netflix, après Poursuis tes rêves.

## Synopsis
Un groupe de jeunes travaille pour sauver un hôtel appelé Cielo Grande, spécialisé dans les sports nautiques et perdu au milieu du delta argentin, où des amis vont revivre des souvenirs enfouis, découvrir des secrets de famille, nouer de nouvelles amitiés et différentes histoires d'amour vont naître.

## Distribution

### Acteurs principaux
- Pilar Pascual (VF : Charlotte Hervieux) : Stefanía « Steffi » Navarro
- Abril Di Yorio (VF : Ornella Jude) : Luz Aguilar
- Víctor Varona (VF : Baptiste Marc) : Antonio « Tony »
- Guido Messina (es) (VF : Benjamin Bollen) : Julián
- Francisco Bass (es) (VF : François Tavares) : Ron Navarro Lavalle
- Giulia Guerrini (VF : Valérie Bescht) : Natasha Rossi
- Thaís Rippel (VF : Justine Berger) : Natalia « Naty »
- Luan Brum Lima (VF : Yoann Sover) : Carlos « Charly » Santos
- Fernando Monzo (VF : Yves Letzelter) : lui-même
- Juan Monzo (VF : Alan Aubert-Carlin) : lui-même
- Agustín Pardella (VF : Hervé Grull) : Noda
- Mariel Percossi (es) (VF : Zina Khakhoulia) : Matrix
- Byron Barbieri (VF : Arnaud Laurent) : Ian Navarro
- Martín Tecchi (VF : Arnaud Arbessier) : Augusto Montero
- Débora Nishimoto (VF : Valérie Bachère) : Irene
- Pasquale Di Nuzzo (VF : Glen Hervé) : Oliver (saison 2)

### Acteurs secondaires
- Jimena La Torre (VF : Mickaëlle Patier) (1re voix, saison 1) puis (VF : Nathalie Spitzer) (2e voix, saison 2) : Cynthia Aguilar
- Juana Masse : Luz (enfant)
- Benjamín Otero : Julián (enfant)
- Juan Salinas : Ron Navarro Lavalle (adolescent)
- Camila Geringer : Cynthia Aguilar (adolescente)
- Denise Cotton : Dr Visero
Version française
  - Studio de doublage : Imagine[9]
  - Direction artistique : Sylvie Ferrari
  - Adaptation : Stéphane Milochvitch
  - Enregistrement : Charlotte Martinet

 Source et légende : version française (VF) sur RS Doublage

## Production
En février 2021, la production de la série créée par Jorge Edelstein a été signalée, qui aurait Mauro Scandolari comme réalisateur et Pablo Ferreiro comme producteur,. Fin février 2021, il a été confirmé qu'après la phase de casting, la distribution principale serait composée de Pilar Pascual, Abril di Yorio, Víctor Varona, Thaís Rippel, Guido Messina, Luan Brum, Francisco Bass, Agustín Pardella, Fernando Monzo, Juan Monzo, Mariel Percossi, Giulia Guerrini et Débora Nishimoto. L'incorporation de Byron Barbieri a été signalée par la suite. Le tournage de la première saison a eu lieu de mai à juillet de cette année-là à Tigre, province de Buenos Aires, Argentine.
La première bande-annonce est sortie en janvier 2022, avec l'annonce de la date de sortie de la série,,.
Le 15 février, un jour avant la première, la production de la deuxième saison a été confirmée,.

## Épisodes
| Saisons | Saisons | Épisodes | Diffusion originale |
| ------- | ------- | -------- | ------------------- |
|         | 1       | 11       | 16 février 2022     |
|         | 2       | 8        | 30 décembre 2022    |

### Première saison (2022)
Cette saison bénéficie d'une première diffusion le 16 février 2022.
1. Le Retour de l'été (Un nuevo verano)
2. Souvenirs du Sky Vibes (Recuerdos de Sky Vibes)
3. Friendzone (Friendzone)
4. Une nouvelle concurrente (Una nueva competidora)
5. C'est qui cette fille ? (¿Quién es esa chica?)
6. Rencards (Noche de citas)
7. Problèmes inattendus (Problemas inesperados)
8. L'oiseau quitte le nid (Pájaro deja el nido)
9. Action ou vérité ? (¿Verdad o consecuencia?)
10. Summer Crush ! (Summer Crush)
11. Sauver Cielo (Save Cielo)

### Deuxième saison (2022)
Elle a été mise en ligne le 30 décembre 2022.
1. Une nouvelle direction (Nueva administración)
2. Le Défi (El desafío)
3. Vice versa (Cambio de roles)
4. Ciel Ouvert (Cielo abierto)
5. Sous pression (¡Se va!)
6. Quitte ou double (A todo o nada)
7. ¡Girls Jam!
8. Maintenant ou jamais ! (Ahora o nunca)

## Musique
Le 16 février 2022, en même temps que la première de la série, le premier album du même nom est sorti, Cielo grande, avec le label Sony Music,.